# Světový pohár v rychlobruslení 2016/2017
Světový pohár v rychlobruslení 2016/2017 byl 32. ročník Světového poháru v rychlobruslení. Konal se v období od 11. listopadu 2016 do 12. března 2017. Soutěž byla organizována Mezinárodní bruslařskou unií (ISU).
Mítink v Berlíně byl rovněž doplňkovou kvalifikací na sprinterské a vícebojařské Mistrovství světa 2017.
Finále Světového poháru se původně mělo konat v Čeljabinsku. Vzhledem k rozsáhlému dopingové aféře celého ruského sportu, která vypukla v roce 2016, se Mezinárodní bruslařská unie na začátku roku 2017 rozhodla přeložit mítink z Ruska do norského Stavangeru.

## Kalendář
| Místo      | Datum                  | 500 m | 1000 m | 1500 m | 3 km/5 km | 5 km/10 km | sprint | víceboj | hromadný start | týmový sprint | stíhací závod |
| ---------- | ---------------------- | ----- | ------ | ------ | --------- | ---------- | ------ | ------- | -------------- | ------------- | ------------- |
| Charbin    | 11.–13. listopadu 2016 | 2×    | 1×     | 1×     | 1×        |            |        |         | 1×             | 1×            |               |
| Nagano     | 18.–20. listopadu 2016 | 1×    | 1×     | 1×     | 1×        |            |        |         | 1×             | 1×            | 1×            |
| Astana     | 2.–4. prosince 2016    | 2×    | 1×     | 1×     | 1×        |            |        |         | 1×             | 1×            |               |
| Heerenveen | 9.–11. prosince 2016   | 1×    | 1×     | 1×     |           | 1×         |        |         | 1×             | 1×            | 1×            |
| Berlín     | 27.–29. ledna 2017     | 2×    | 2×     | 1×     | 1×        |            | 1×     | 1×      |                |               |               |
| Stavanger  | 11.–12. března 2017    | 2×    | 1×     | 1×     | 1×        |            |        |         | 1×             | 1×            | 1×            |

## Muži

### 500 m
| Místo          | 1. místo         | Čas      | 2. místo         | Čas      | 3. místo          | Čas       |
| -------------- | ---------------- | -------- | ---------------- | -------- | ----------------- | --------- |
| Charbin 1      | Roman Kreč       | 35,07    | Pavel Kuližnikov | 35,10    | Kai Verbij        | 35,19     |
| Charbin 2      | Pavel Kuližnikov | 34,98    | Kao Tching-jü    | 34,99    | Kim Tche-jun      | 35,08     |
| Nagano         | Nico Ihle        | 34,82    | Jan Smeekens     | 34,89    | Čcha Min-kju      | 34,96     |
| Astana 1       | Dai Dai N'tab    | 34,52    | Ruslan Murašov   | 34,57    | Pavel Kuližnikov  | 34,61     |
| Astana 2       | Ruslan Murašov   | 34,52    | Pavel Kuližnikov | 34,59    | Artur Waś         | 34,68     |
| Heerenveen     | Ruslan Murašov   | 34,50    | Artur Waś        | 34,79    | Mitchell Whitmore | 34,81     |
| Berlín 1       | Nico Ihle        | 34,83    | Júma Murakami    | 34,97    | Jan Smeekens      | 35,02     |
| Berlín 2       | Ruslan Murašov   | 34,81    | Ronald Mulder    | 34,87    | Kai Verbij        | 34,98     |
| Stavanger 1    | Dai Dai N'tab    | 34,93    | Ronald Mulder    | 34,99    | Kai Verbij        | 35,01 (3) |
| Stavanger 2    | Dai Dai N'tab    | 34,72    | Ronald Mulder    | 34,77    | Jan Smeekens      | 34,81     |
|                |                  |          |                  |          |                   |           |
| Celkové pořadí | Dai Dai N'tab    | 585 bodů | Ruslan Murašov   | 557 bodů | Ronald Mulder     | 541 bodů  |

### 1000 m
| Místo          | 1. místo          | Čas      | 2. místo                    | Čas      | 3. místo                    | Čas         |
| -------------- | ----------------- | -------- | --------------------------- | -------- | --------------------------- | ----------- |
| Charbin        | Kjeld Nuis        | 1:09,57  | Mika Poutala                | 1:09,83  | Pavel Kuližnikov            | 1:09,96     |
| Nagano         | Kjeld Nuis        | 1:08,46  | Kai Verbij                  | 1:08,58  | Pavel Kuližnikov            | 1:08,80     |
| Astana         | Vincent De Haître | 1:08,90  | Pavel Kuližnikov            | 1:08,99  | Takuro Oda                  | 1:09,06 (0) |
| Heerenveen     | Kjeld Nuis        | 1:08,21  | Shani Davis                 | 1:08,57  | Kim Čin-su                  | 1:08,63     |
| Berlín 1       | Kjeld Nuis        | 1:08,25  | Kai Verbij                  | 1:08,84  | Håvard Holmefjord Lorentzen | 1:09,03     |
| Berlín 2       | Kai Verbij        | 1:09,08  | Håvard Holmefjord Lorentzen | 1:09,23  | Nico Ihle                   | 1:09,31     |
| Stavanger      | Kjeld Nuis        | 1:08,76  | Vincent De Haître           | 1:09,28  | Nico Ihle                   | 1:09,46     |
|                |                   |          |                             |          |                             |             |
| Celkové pořadí | Kjeld Nuis        | 550 bodů | Vincent De Haître           | 440 bodů | Kai Verbij                  | 394 bodů    |

### 1500 m
| Místo          | 1. místo     | Čas      | 2. místo      | Čas      | 3. místo              | Čas      | Příp. další česká účast             | Čas     |
| -------------- | ------------ | -------- | ------------- | -------- | --------------------- | -------- | ----------------------------------- | ------- |
| Charbin        | Sven Kramer  | 1:46,79  | Denis Juskov  | 1:47,46  | Bart Swings           | 1:47,54  | 30. (div. B) Sebastian Druszkiewicz | 1:54,96 |
| Nagano         | Joey Mantia  | 1:45,43  | Kjeld Nuis    | 1:45,63  | Shani Davis           | 1:46,43  | 31. (div. B) Sebastian Druszkiewicz | 1:56,76 |
| Astana         | Denis Juskov | 1:45,50  | Šóta Nakamura | 1:46,24  | Joey Mantia           | 1:46,54  | 25. (div. B) Sebastian Druszkiewicz | 1:51,76 |
| Heerenveen     | Kjeld Nuis   | 1:45,11  | Denis Juskov  | 1:45,41  | Patrick Roest         | 1:46,42  | 28. (div. B) Sebastian Druszkiewicz | 1:54,07 |
| Berlín         | Kjeld Nuis   | 1:45,94  | Denis Juskov  | 1:46,03  | Peter Michael         | 1:46,87  | 21. (div. B) Sebastian Druszkiewicz | 1:51,58 |
| Stavanger      | Kjeld Nuis   | 1:45,00  | Patrick Roest | 1:46,28  | Sverre Lunde Pedersen | 1:46,61  | —                                   | —       |
|                |              |          |               |          |                       |          |                                     |         |
| Celkové pořadí | Kjeld Nuis   | 455 bodů | Denis Juskov  | 430 bodů | Patrick Roest         | 345 bodů | 76. Sebastian Druszkiewicz          | 0 bodů  |

### 5000 m/10 000 m
| Místo          | Disciplína     | 1. místo        | Čas      | 2. místo         | Čas      | 3. místo         | Čas      | Příp. další česká účast             | Čas      |
| -------------- | -------------- | --------------- | -------- | ---------------- | -------- | ---------------- | -------- | ----------------------------------- | -------- |
| Charbin        | 5000 m         | Sven Kramer     | 6:21,60  | Jorrit Bergsma   | 6:22,38  | Erik Jan Kooiman | 6:26,43  | 29. (div. B) Sebastian Druszkiewicz | DSQ      |
| Nagano         | 5000 m         | Sven Kramer     | 6:15,17  | Jorrit Bergsma   | 6:15,70  | Douwe de Vries   | 6:17,65  | 16. (div. B) Sebastian Druszkiewicz | 6:34,43  |
| Astana         | 5000 m         | Peter Michael   | 6:21,58  | Patrick Beckert  | 6:22,09  | Ted-Jan Bloemen  | 6:22,82  | 16. (div. B) Sebastian Druszkiewicz | 6:33,13  |
| Heerenveen     | 10 000 m       | Jorrit Bergsma  | 12:52,20 | Erik Jan Kooiman | 12:57,92 | Ted-Jan Bloemen  | 13:00,07 | 13. (div. B) Sebastian Druszkiewicz | 13:29,49 |
| Berlín         | 5000 m         | Ted-Jan Bloemen | 6:15,84  | Peter Michael    | 6:16,65  | Jorrit Bergsma   | 6:17,99  | 5. (div. B) Sebastian Druszkiewicz  | 6:30,31  |
| Stavanger      | 5000 m         | Jorrit Bergsma  | 6:17,74  | Ted-Jan Bloemen  | 6:18,46  | Erik Jan Kooiman | 6:19,07  | —                                   | —        |
|                |                |                 |          |                  |          |                  |          |                                     |          |
| Celkové pořadí | Celkové pořadí | Jorrit Bergsma  | 480 bodů | Ted-Jan Bloemen  | 413 bodů | Peter Michael    | 338 bodů | 36. Sebastian Druszkiewicz          | 17 bodů  |

### Sprint
V Berlíně byli závodníci hodnoceni nejen na jednotlivých tratích, ale také ve sprinterském víceboji, který byl doplňkovou kvalifikací na Mistrovství světa ve sprintu 2017. Na mítinku byly uspořádány dva závody na 500 m a dva závody na 1000 m, přičemž pro celkový bodový výsledek (systém samalog) byl u každého sportovce použit nejlepší čas z každé distance. První pětice rovněž získala body do Grand World Cupu.
| Místo  | 1. místo   | Body   | 2. místo  | Body   | 3. místo                    | Body   |
| ------ | ---------- | ------ | --------- | ------ | --------------------------- | ------ |
| Berlín | Kai Verbij | 69,400 | Nico Ihle | 69,485 | Håvard Holmefjord Lorentzen | 69,575 |

### Víceboj
V Berlíně byli závodníci hodnoceni nejen na jednotlivých tratích, ale také v klasickém víceboji, který byl doplňkovou kvalifikací na Mistrovství světa ve víceboji 2017. Na mítinku byl uspořádán jeden závod na 1500 m a jeden závod na 5000 m, přičemž oba časy byly použity pro celkový bodový výsledek (systém samalog). První pětice rovněž získala body do Grand World Cupu.
| Místo  | 1. místo      | Body   | 2. místo              | Body   | 3. místo      | Body   | Příp. další česká účast    | Body   |
| ------ | ------------- | ------ | --------------------- | ------ | ------------- | ------ | -------------------------- | ------ |
| Berlín | Peter Michael | 73,288 | Sverre Lunde Pedersen | 73,692 | Patrick Roest | 73,750 | 25. Sebastian Druszkiewicz | 76,224 |

### Závod s hromadným startem
| Charbin        | Peter Michael     | 65 b. (7:58,94) | Rjósuke Cučija    | 43 b. (7:59,52) | Jordan Belchos | 20 b. (8:03,43) | —                                | —              |  |  |  |  |
| Nagano         | Jorrit Bergsma    | 62 b. (7:37,72) | KC Boutiette      | 48 b. (7:41,68) | Bart Swings    | 20 b. (7:41,72) | —                                | —              |  |  |  |  |
| Astana         | Andrea Giovannini | 65 b. (7:31,57) | Evert Hoolwerf    | 40 b. (7:34,28) | I Sung-hun     | 20 b. (7:34,79) | 11. (SMF) Sebastian Druszkiewicz | 0 b. (7:59,64) |  |  |  |  |
| Heerenveen     | Joey Mantia       | 60 b. (8:05,60) | I Sung-hun        | 40 b. (8:05,94) | Evert Hoolwerf | 20 b. (8:06,40) | 11. (SMF) Sebastian Druszkiewicz | 0 b. (7:59,43) |  |  |  |  |
| Stavanger      | I Sung-hun        | 60 b. (8:07,74) | Jorrit Bergsma    | 45 b. (8:07,83) | Bart Swings    | 23 b. (8:07,86) | —                                | —              |  |  |  |  |
|                |                   |                 |                   |                 |                |                 |                                  |                |  |  |  |  |
| Celkové pořadí | I Sung-hun        | 412 bodů        | Andrea Giovannini | 280 bodů        | Jorrit Bergsma | 270 bodů        | 33. Sebastian Druszkiewicz       | 8 bodů         |  |  |  |  |

### Týmový sprint
| Místo          | 1. místo                                                    | Čas      | 2. místo                                                    | Čas      | 3. místo                                               | Čas      |
| -------------- | ----------------------------------------------------------- | -------- | ----------------------------------------------------------- | -------- | ------------------------------------------------------ | -------- |
| Nagano         | Kanada Laurent Dubreuil Christopher Fiola Vincent De Haître | 1:20,52  | Německo Denny Ihle Nico Ihle Joel Dufter                    | 1:21,27  | Japonsko Cubasa Hasegawa Šunsuke Nakamura Júto Fudžino | 1:21,53  |
| Heerenveen     | USA Kimani Griffin Jonathan Garcia Mitchell Whitmore        | 1:19,97  | Kanada Laurent Dubreuil Christopher Fiola Vincent De Haître | 1:20,29  | Polsko Artur Nogal Piotr Michalski Sebastian Kłosiński | 1:20,58  |
| Stavanger      | Nizozemsko Jan Smeekens Ronald Mulder Kai Verbij            | 1:20,55  | Kanada Olivier Jean Laurent Dubreuil Vincent De Haître      | 1:20,91  | Německo Denny Ihle Nico Ihle Joel Dufter               | 1:21,06  |
|                |                                                             |          |                                                             |          |                                                        |          |
| Celkové pořadí | Kanada                                                      | 300 bodů | Nizozemsko                                                  | 260 bodů | Německo                                                | 234 bodů |

### Stíhací závod družstev
| Místo          | 1. místo                                                           | Čas      | 2. místo                                                           | Čas      | 3. místo                                                  | Čas      |
| -------------- | ------------------------------------------------------------------ | -------- | ------------------------------------------------------------------ | -------- | --------------------------------------------------------- | -------- |
| Charbin        | Nizozemsko Sven Kramer Douwe de Vries Patrick Roest                | 3:45,33  | Norsko Sverre Lunde Pedersen Simen Spieler Nilsen Sindre Henriksen | 3:48,50  | Jižní Korea Ču Hjong-čun Kim Min-sok I Sung-hun           | 3:48,72  |
| Nagano         | Nizozemsko Sven Kramer Jorrit Bergsma Douwe de Vries               | 3:42,65  | Jižní Korea Ču Hjong-čun Kim Min-sok I Sung-hun                    | 3:44,38  | Nový Zéland Reyon Kay Shane Dobbin Peter Michael          | 3:45,03  |
| Astana         | Japonsko Šóta Nakamura Rjósuke Cučija Shane Williamson             | 3:44,10  | Kanada Ted-Jan Bloemen Jordan Belchos Denny Morrison               | 3:44,95  | Polsko Konrad Niedźwiedzki Jan Szymański Zbigniew Bródka  | 3:45,04  |
| Heerenveen     | Norsko Sverre Lunde Pedersen Simen Spieler Nilsen Sindre Henriksen | 3:42,43  | Nizozemsko Jan Blokhuijsen Douwe de Vries Patrick Roest            | 3:43,04  | Itálie Andrea Giovannini Nicola Tumolero Michele Malfatti | 3:43,53  |
| Stavanger      | Nizozemsko Jorrit Bergsma Douwe de Vries Evert Hoolwerf            | 3:43,02  | Norsko Sindre Henriksen Simen Spieler Nilsen Sverre Lunde Pedersen | 3:43,35  | Japonsko Šóta Nakamura Shane Williamson Rjósuke Cučija    | 3:44,09  |
|                |                                                                    |          |                                                                    |          |                                                           |          |
| Celkové pořadí | Nizozemsko                                                         | 430 bodů | Norsko                                                             | 390 bodů | Japonsko                                                  | 374 bodů |

## Ženy

### 500 m
| Místo          | 1. místo       | Čas      | 2. místo          | Čas      | 3. místo           | Čas      | Příp. další česká účast                                          | Čas             |
| -------------- | -------------- | -------- | ----------------- | -------- | ------------------ | -------- | ---------------------------------------------------------------- | --------------- |
| Charbin 1      | Nao Kodairaová | 38,00    | Maki Cudžiová     | 38,17    | Jü Ťing            | 38,18    | —                                                                | —               |
| Charbin 2      | Nao Kodairaová | 38,04    | I Sang-hwa        | 38,11    | Maki Cudžiová      | 38,30    | —                                                                | —               |
| Nagano         | Nao Kodairaová | 37,75    | I Sang-hwa        | 37,93    | Jü Ťing            | 37,97    | —                                                                | —               |
| Astana 1       | Jü Ťing        | 37,85    | Čang Chung        | 37,87    | I Sang-hwa         | 37,95    | —                                                                | —               |
| Astana 2       | Jü Ťing        | 37,64    | Maki Cudžiová     | 37,82    | Erina Kamijaová    | 37,88    | —                                                                | —               |
| Heerenveen     | Nao Kodairaová | 37,67    | Jü Ťing           | 37,81    | Maki Cudžiová      | 37,97    | 10. Karolína Erbanová 20. (div. B) Nikola Zdráhalová             | 38,35 40,58     |
| Berlín 1       | Nao Kodairaová | 37,43    | Karolína Erbanová | 38,12    | Olga Fatkulinová   | 38,36    | —                                                                | —               |
| Berlín 2       | Nao Kodairaová | 37,57    | Karolína Erbanová | 38,28    | Heather Bergsmaová | 38,43    | 16. (div. B) Nikola Zdráhalová 16. (div. B) Martina Sáblíková    | DNS             |
| Stavanger 1    | Nao Kodairaová | 37,14    | Karolína Erbanová | 37,87    | Heather Bergsmaová | 38,13    | —                                                                | —               |
| Stavanger 2    | Nao Kodairaová | 37,24    | Karolína Erbanová | 37,72    | Erina Kamijaová    | 38,06    | —                                                                | —               |
|                |                |          |                   |          |                    |          |                                                                  |                 |
| Celkové pořadí | Nao Kodairaová | 900 bodů | Maki Cudžiová     | 585 bodů | Erina Kamijaová    | 527 bodů | 5. Karolína Erbanová 60. Nikola Zdráhalová 64. Martina Sáblíková | 471 bodů 0 bodů |

### 1000 m
| Místo          | 1. místo           | Čas       | 2. místo           | Čas      | 3. místo           | Čas      | Příp. další česká účast                                                          | Čas                         |
| -------------- | ------------------ | --------- | ------------------ | -------- | ------------------ | -------- | -------------------------------------------------------------------------------- | --------------------------- |
| Charbin        | Heather Bergsmaová | 1:15,94   | Marrit Leenstraová | 1:16,55  | Nao Kodairaová     | 1:16,99  | 15. Martina Sáblíková 20. (div. B) Nikola Zdráhalová                             | 1:18,75 1:20,94             |
| Nagano         | Heather Bergsmaová | 1:14,81   | Nao Kodairaová     | 1:15,18  | Miho Takagiová     | 1:15,32  | 19. Martina Sáblíková 12. (div. B) Nikola Zdráhalová                             | 1:17,93 1:19,18             |
| Astana         | Miho Takagiová     | 1:15,25   | Jorien ter Morsová | 1:15,36  | Marrit Leenstraová | 1:15,82  | 1. (div. B) Karolína Erbanová 9. (div. B) Nikola Zdráhalová                      | 1:17,04 1:18,80             |
| Heerenveen     | Heather Bergsmaová | 1:14,60   | Marrit Leenstraová | 1:14,73  | Brittany Boweová   | 1:15,03  | 13. Karolína Erbanová                                                            | 1:16,51                     |
| Berlín 1       | Heather Bergsmaová | 1:15,42   | Nao Kodairaová     | 1:15,49  | Jorien ter Morsová | 1:15,62  | 6. Karolína Erbanová 5. (div. B) Martina Sáblíková 8. (div. B) Nikola Zdráhalová | 1:15,90 1:19,11 1:19,25 (2) |
| Berlín 2       | Heather Bergsmaová | 1:15,08   | Marrit Leenstraová | 1:15,45  | Karolína Erbanová  | 1:15,50  | —                                                                                | —                           |
| Stavanger      | Heather Bergsmaová | 1:14,85   | Nao Kodairaová     | 1:14,90  | Karolína Erbanová  | 1:15,22  | —                                                                                | —                           |
|                |                    |           |                    |          |                    |          |                                                                                  |                             |
| Celkové pořadí | Heather Bergsmaová | 6650 bodů | Miho Takagiová     | 476 bodů | Marrit Leenstraová | 451 bodů | 5. Karolína Erbanová 33. Martina Sáblíková 54. Nikola Zdráhalová                 | 262 bodů 28 bodů 3 body     |

### 1500 m
| Místo          | 1. místo           | Čas      | 2. místo           | Čas      | 3. místo           | Čas      | Příp. další česká účast                                                                    | Čas                     |
| -------------- | ------------------ | -------- | ------------------ | -------- | ------------------ | -------- | ------------------------------------------------------------------------------------------ | ----------------------- |
| Charbin        | Heather Bergsmaová | 1:57,00  | Marrit Leenstraová | 1:57,64  | Ireen Wüstová      | 1:58,18  | 6. Martina Sáblíková 10. (div. B) Nikola Zdráhalová                                        | 1:58,64 2:03,26         |
| Nagano         | Heather Bergsmaová | 1:55,29  | Ireen Wüstová      | 1:55,50  | Marrit Leenstraová | 1:55,94  | 4. Martina Sáblíková 15. (div. B) Nikola Zdráhalová                                        | 1:56,29 2:01,85         |
| Astana         | Miho Takagiová     | 1:56,36  | Marrit Leenstraová | 1:56,89  | Jorien ter Morsová | 1:57,28  | 5. (div. B) Nikola Zdráhalová                                                              | 1:59,78                 |
| Heerenveen     | Ireen Wüstová      | 1:55,34  | Heather Bergsmaová | 1:55,99  | Miho Takagiová     | 1:56,08  | 9. (div. B) Nikola Zdráhalová 24. (div. B) Natálie Kerschbaummayr                          | 2:01,42 2:09,50         |
| Berlín         | Ireen Wüstová      | 1:55,85  | Marrit Leenstraová | 1:56,12  | Martina Sáblíková  | 1:56,36  | 2. (div. B) Nikola Zdráhalová 24. (div. B) Eliška Dřímalová                                | 1:59,62 2:06,87         |
| Stavanger      | Heather Bergsmaová | 1:54,92  | Miho Takagiová     | 1:55,50  | Martina Sáblíková  | 1:56,62  | —                                                                                          | —                       |
|                |                    |          |                    |          |                    |          |                                                                                            |                         |
| Celkové pořadí | Heather Bergsmaová | 480 bodů | Marrit Leenstraová | 460 bodů | Miho Takagiová     | 430 bodů | 5. Martina Sáblíková 29. Nikola Zdráhalová 71. Eliška Dřímalová 75. Natálie Kerschbaummayr | 279 bodů 28 bodů 0 bodů |

### 3000 m/5000 m
| Místo          | Disciplína     | 1. místo          | Čas      | 2. místo              | Čas      | 3. místo              | Čas      | Příp. další česká účast                                      | Čas             |
| -------------- | -------------- | ----------------- | -------- | --------------------- | -------- | --------------------- | -------- | ------------------------------------------------------------ | --------------- |
| Charbin        | 3000 m         | Martina Sáblíková | 4:08,26  | Marije Jolingová      | 4:09,40  | Ivanie Blondinová     | 4:09,78  | 16. (div. B) Nikola Zdráhalová                               | 4:24,08         |
| Nagano         | 3000 m         | Martina Sáblíková | 4:03,56  | Antoinette de Jongová | 4:04,53  | Anna Jurakovová       | 4:05,24  | 16. (div. B) Nikola Zdráhalová                               | 4:14,32         |
| Astana         | 3000 m         | Martina Sáblíková | 4:02,90  | Anna Jurakovová       | 4:03,84  | Miho Takagiová        | 4:05,68  | 5. (div. B) Nikola Zdráhalová                                | 4:10,55         |
| Heerenveen     | 5000 m         | Martina Sáblíková | 6:57,64  | Claudia Pechsteinová  | 7:00,82  | Melissa Wijfjeová     | 7:02,51  | 7. (div. B) Nikola Zdráhalová                                | 7:17,09         |
| Berlín         | 3000 m         | Ireen Wüstová     | 4:01,77  | Martina Sáblíková     | 4:02,38  | Anna Jurakovová       | 4:04,64  | 11. (div. B) Nikola Zdráhalová 19. (div. B) Eliška Dřímalová | 4:13,77 4:27,10 |
| Stavanger      | 3000 m         | Martina Sáblíková | 4:04,21  | Antoinette de Jongová | 4:05,35  | Melissa Wijfjeová     | 4:05,59  | —                                                            | —               |
|                |                |                   |          |                       |          |                       |          |                                                              |                 |
| Celkové pořadí | Celkové pořadí | Martina Sáblíková | 630 bodů | Anna Jurakovová       | 395 bodů | Antoinette de Jongová | 360 bodů | 27. Nikola Zdráhalová 58. Eliška Dřímalová                   | 33 bodů 0 bodů  |

### Sprint
V Berlíně byly závodnice hodnoceny nejen na jednotlivých tratích, ale také ve sprinterském víceboji, který byl doplňkovou kvalifikací na Mistrovství světa ve sprintu 2017. Na mítinku byly uspořádány dva závody na 500 m a dva závody na 1000 m, přičemž pro celkový bodový výsledek (systém samalog) byl u každé sportovkyně použit nejlepší čas z každé distance. První pětice rovněž získala body do Grand World Cupu.
| Místo  | 1. místo       | Body   | 2. místo          | Body   | 3. místo           | Body   | Příp. další česká účast | Body    |
| ------ | -------------- | ------ | ----------------- | ------ | ------------------ | ------ | ----------------------- | ------- |
| Berlín | Nao Kodairaová | 75,175 | Karolína Erbanová | 75,870 | Heather Bergsmaová | 75,970 | 47. Martina Sáblíková   | 39,555* |

* – absolvovala pouze jediný závod na 1000 m

### Víceboj
V Berlíně byly závodnice hodnoceny nejen na jednotlivých tratích, ale také v klasickém víceboji, který byl doplňkovou kvalifikací na Mistrovství světa ve víceboji 2017. Na mítinku byl uspořádán jeden závod na 1500 m a jeden závod na 3000 m, přičemž oba časy byly použity pro celkový bodový výsledek (systém samalog). První pětice rovněž získala body do Grand World Cupu.
| Místo  | 1. místo      | Body   | 2. místo          | Body   | 3. místo              | Body   | Příp. další česká účast                    | Body          |
| ------ | ------------- | ------ | ----------------- | ------ | --------------------- | ------ | ------------------------------------------ | ------------- |
| Berlín | Ireen Wüstová | 78,911 | Martina Sáblíková | 79,182 | Antoinette de Jongová | 80,256 | 17. Nikola Zdráhalová 29. Eliška Dřímalová | 82,168 86,806 |

### Závod s hromadným startem
| Charbin        | Ivanie Blondinová | 61 b. (8:29,56) | Francesca Lollobrigidová | 45 b. (8:29,71) | Kim Po-rum               | 20 b. (8:30,06) | 9. Nikola Zdráhalová 18. Natálie Kerschbaummayr  | 1 b. (8:47,48) 0 b. (8:47,58) |  |  |  |  |
| Nagano         | Kim Po-rum        | 60 b. (8:15,02) | Ivanie Blondinová        | 40 b. (8:15,29) | Francesca Lollobrigidová | 21 b. (8:15,42) | 17. Nikola Zdráhalová                            | 0 b. (8:21,96)                |  |  |  |  |
| Astana         | Ivanie Blondinová | 60 b. (8:29,28) | Nana Takagiová           | 40 b. (8:29,46) | Kim Po-rum               | 20 b. (8:29,51) | 15. Nikola Zdráhalová 18. Natálie Kerschbaummayr | 0 b. (8:33,50) 0 b. (8:35,28) |  |  |  |  |
| Heerenveen     | Kim Po-rum        | 60 b. (8:31,73) | Irene Schoutenová        | 40 b. (8:31,82) | Francesca Lollobrigidová | 20 b. (8:31,83) | 13. Nikola Zdráhalová 20. Natálie Kerschbaummayr | 0 b. (8:40,03) 0 b. (9:05,88) |  |  |  |  |
| Stavanger      | Irene Schoutenová | 60 b. (8:45,69) | Kim Po-rum               | 45 b. (8:45,75) | Francesca Lollobrigidová | 25 b. (8:45,78) | 12. Nikola Zdráhalová                            | 0 b. (8:48,74)                |  |  |  |  |
|                |                   |                 |                          |                 |                          |                 |                                                  |                               |  |  |  |  |
| Celkové pořadí | Kim Po-rum        | 460 bodů        | Francesca Lollobrigidová | 364 bodů        | Ivanie Blondinová        | 344 bodů        | 15. Nikola Zdráhalová 23. Natálie Kerschbaummayr | 95 bodů 21 bodů               |  |  |  |  |

### Týmový sprint
| Místo          | 1. místo                                                           | Čas      | 2. místo                                                      | Čas      | 3. místo                                                                     | Čas      |
| -------------- | ------------------------------------------------------------------ | -------- | ------------------------------------------------------------- | -------- | ---------------------------------------------------------------------------- | -------- |
| Nagano         | Japonsko Erina Kamijaová Arisa Goová Maki Cudžiová                 | 1:27,78  | Rusko Naděžda Asejevová Olga Fatkulinová Jekatěrina Šichovová | 1:28,58  | Nizozemsko Floor van den Brandtová Bo van der Werffová Sanneke de Neelingová | 1:29,78  |
| Heerenveen     | Japonsko Arisa Goová Maki Cudžiová Nao Kodairaová                  | 1:27,55  | Rusko Naděžda Asejevová Angelina Golikovová Olga Fatkulinová  | 1:28,68  | Nizozemsko Bo van der Werffová Anice Dasová Sanneke de Neelingová            | 1:28,80  |
| Stavanger      | Nizozemsko Floor van den Brandtová Anice Dasová Marrit Leenstraová | 1:27,44  | Japonsko Erina Kamijaová Maki Cudžiová Arisa Goová            | 1:27,91  | Norsko Martine Ripsrudová Hege Bøkková Ida Njåtunová                         | 1:28,16  |
|                |                                                                    |          |                                                               |          |                                                                              |          |
| Celkové pořadí | Japonsko                                                           | 320 bodů | Nizozemsko                                                    | 290 bodů | Rusko                                                                        | 160 bodů |

### Stíhací závod družstev
| Místo          | 1. místo                                                             | Čas      | 2. místo                                                                | Čas      | 3. místo                                                                      | Čas      | Příp. další česká účast                                             | Čas     |
| -------------- | -------------------------------------------------------------------- | -------- | ----------------------------------------------------------------------- | -------- | ----------------------------------------------------------------------------- | -------- | ------------------------------------------------------------------- | ------- |
| Charbin        | Nizozemsko Ireen Wüstová Marrit Leenstraová Antoinette de Jongová    | 3:04,01  | Rusko Natalja Voroninová Jelizaveta Kazelinová Olga Grafová             | 3:06,84  | Jižní Korea Pak Či-u No Son-jong Kim Po-rum                                   | 3:07,91  | 6. Česko Nikola Zdráhalová Martina Sáblíková Natálie Kerschbaummayr | 3:13,18 |
| Nagano         | Nizozemsko Marrit Leenstraová Antoinette de Jongová Marije Jolingová | 2:58,69  | Japonsko Miho Takagiová Nana Takagiová Ajano Satóová                    | 2:59,74  | Rusko Natalja Voroninová Jelizaveta Kazelinová Olga Grafová                   | 3:02,80  | 8. Česko Martina Sáblíková Nikola Zdráhalová Natálie Kerschbaummayr | 3:08,53 |
| Astana         | Japonsko Miho Takagiová Misaki Ošigiriová Nana Takagiová             | 2:57,75  | Nizozemsko Marrit Leenstraová Linda de Vriesová Antoinette de Jongová   | 3:02,53  | Rusko Natalja Voroninová Jelizaveta Kazelinová Olga Grafová                   | 3:02,78  | —                                                                   | —       |
| Heerenveen     | Japonsko Miho Takagiová Ajano Satóová Nana Takagiová                 | 2:59,51  | Německo Gabriele Hirschbichlerová Roxanne Dufterová Isabell Ostová      | 3:02,47  | Polsko Katarzyna Woźniaková Natalia Czerwonková Katarzyna Bachledová-Curuśová | 3:03,50  | —                                                                   | —       |
| Stavanger      | Japonsko Misaki Ošigiriová Miho Takagiová Nana Takagiová             | 3:00,60  | Nizozemsko Melissa Wijfjeová Marije Jolingová Annouk van der Weijdenová | 3:02,42  | Rusko Olga Grafová Jelizaveta Kazelinová Natalja Voroninová                   | 3:02,93  | —                                                                   | —       |
|                |                                                                      |          |                                                                         |          |                                                                               |          |                                                                     |         |
| Celkové pořadí | Japonsko                                                             | 430 bodů | Nizozemsko                                                              | 430 bodů | Rusko                                                                         | 384 bodů | 9. Česko                                                            | 80 bodů |

## Grand World Cup
| Pořadí | Jméno            | Body |
| ------ | ---------------- | ---- |
| 1.     | Kjeld Nuis       | 930  |
| 2.     | Jorrit Bergsma   | 700  |
| 3.     | Kai Verbij       | 507  |
| 4.     | Joey Mantia      | 490  |
| 5.     | Peter Michael    | 486  |
| 6.     | Denis Juskov     | 455  |
| 7.     | Bart Swings      | 440  |
| 8.     | Pavel Kuližnikov | 435  |
| 9.     | I Sung-hun       | 400  |
| 10.    | Nico Ihle        | 399  |

| Pořadí | Jméno                 | Body |
| ------ | --------------------- | ---- |
| 1.     | Heather Bergsmaová    | 1217 |
| 2.     | Miho Takagiová        | 960  |
| 3.     | Martina Sáblíková     | 864  |
| 4.     | Nao Kodairaová        | 860  |
| 5.     | Marrit Leenstraová    | 760  |
| 6.     | Ireen Wüstová         | 600  |
| 7.     | Kim Po-rum            | 460  |
| 8.     | Antoinette de Jongová | 420  |
| 9.     | Ivanie Blondinová     | 410  |
| 10.    | Anna Jurakovová       | 360  |
|        |                       |      |
| 11.    | Karolína Erbanová     | 339  |